# استیت‌لاین (نوادا)
استیتلاین، نوادا (به انگلیسی: Stateline, Nevada) یک سکونتگاه مسکونی در ایالات متحده آمریکا است که در نوادا واقع شده‌است.

## خصوصیات
استیتلاین ۲٫۰ کیلومترمربع مساحت و ۸۴۲ نفر جمعیت دارد و ۱٬۹۱۵ متر بالاتر از سطح دریا واقع شده‌است.